# Ammotrechella
Ammotrechella es un género de arácnidos solifugos perteneciente a la familia Ammotrechidae que se distribuye por América por las Indias occidentales, norte de Sudamérica hasta Florida.

## Especies
Según solpugid.com
- Ammotrechella apejii Muma, 1971
- Ammotrechella bahamica Muma, 1986
- Ammotrechella bolivari Mello-Leitão, 1942
- Ammotrechella bonariensis (Werner, 1925)
- Ammotrechella cubae (Lucas, 1835)
- Ammotrechella diaspora Roewer, 1934
- Ammotrechella geniculata (C. L. Koch, 1842)
- Ammotrechella hispaniolana Armas & Alegre, 2001
- Ammotrechella jutisi Armas & Teruel, 2005
- Ammotrechella maguirei Muma, 1986
- Ammotrechella pallida Muma & Nezario, 1971
- Ammotrechella pseustes (Chamberlin, 1925)
- Ammotrechella setulosa Muma, 1951
- Ammotrechella stimpsoni (Putnam, 1883)
- Ammotrechella tabogana Roewer, 1934